# Jonathan Wood
Jonathan Patrick Wood es un actor australiano, conocido por haber interpretado a Angus Henderson en la serie Neighbours y a Elliot Parker en All Saints.

## Biografía
Es hijo de Patricia Moore, su madre murió en un accidente automovilístico en Adelaida cuando Jonahan tenía diez años.
En el 2004 se graduó del Centro de Artes Escénicas de Adelaida en el 2004 y estudió la técnica del impulso en Los Ángeles con el aclamado Josh Pais.

## Carrera
Jonatha ha aparecido en teatro, cine y televisión. 
En el 2005 interpretó a Justin O'Connor en la serie Mcleod's Daughters. 
En el 2006 prestó su voz para la película de acción y aventura Elephant Tales
El 19 de noviembre de 2007 se unió al elenco recurrente de la popular serie australiana Neighbours donde interpretó al profesor Angus Henderson, quien comienza una relación inapropiada con su estudiante la joven Rachel Kinski hasta el 15 de agosto de 2008 después de que su personaje decidiera terminar su relación con Rachel e irse de Erinsborough.
En el 2008 apareció en series como Underbelly donde interpretó al detective local Nick McManus y en Satisfaction. 
En el 2009 se unió al elenco de la película The Director's Cut, donde dio vida a Mike. Ese mismo año se unió a la última temporada de la exitosa serie australiana All Saints, donde interpretó al Doctor Elliot Parker, en la serie compartió créditos con los actores junto a Ella Scott Lynch, Kip Gamblin y John Howard.
En el 2010 apareció en la película de terror Dead Set.
En el 2011 interpretó a Ian Musgrave en la película William & Kate, la cual está basada en los futuros príncipes de Inglaterra, el Príncipe William de Gales y Kate Middleton.
En el 2012 obtuvo un pequeño papel en la película Savages, ese mismo año se unió al elenco principal de la serie canadiense The L.A. Complex donde interpretó a Connor Lake, un actor australiano hasta el final de la serie después de la primera temporada ese mismo año.
En el 2016 apareció como invitado en la serie Grimm donde dio vida al fotógrafo Malcolm Caulfield, un Musasat Alsh-Shabab durante el episodio "Skin Deep". Malcolm murió ese mismo episodio después de que su socio el doctor Eugene Forbes (Patrick Fabian) lo apuñalara en el cuello.
A mediados de septiembre del mismo año se anunció que se había unido al elenco recurrente de la segunda temporada de la serie estadounidense Blindspot, donde dará vida a Oliver Kind, un especialista en la conversión del agua que se hace amigo de Jane (Jaimie Alexander).

## Filmografía

### Series de televisión
| Año             | Título             | Personaje               | Notas                        |
| --------------- | ------------------ | ----------------------- | ---------------------------- |
| 2016 - presente | Blindspot          | Oliver Kind             | -                            |
| 2016            | Grimm              | Malcolm Caulfield       | episodio "Skin Deep"         |
| 2014            | Rizzoli & Isles    | Jason Sullivan          | episodio "Phoenix Rising"    |
| 2014            | Royal Pains        | Aaron                   | episodio "All in the Family" |
| 2013            | NCIS               | Kip Logan               | episodio "Under the Radar"   |
| 2012            | The Mistle-Tones   | Nick                    | Película para televisión     |
| 2012            | The L.A. Complex   | Connor Lake             | 19 episodios                 |
| 2009            | All Saints         | Dr. Elliott Parker      | 9 episodios                  |
| 2008            | Satisfaction       | Toby                    | episodio "What Do You Love"  |
| 2007 - 2008     | Neighbours         | Angus Henderson         | 49 episodios                 |
| 2008            | Underbelly         | Detective Nick McManus  | episodio "Team Purana"       |
| 2005            | Mcleod's Daughters | Justin O'Connor         | episodio "Heaven and Earth"  |
| 1993            | Murder, She Wrote  | Insp. Ernest Martindale | episodio "Murder in White"   |

### Películas
| Año  | Título             | Personaje    | Notas                                                                       |
| ---- | ------------------ | ------------ | --------------------------------------------------------------------------- |
| 2012 | The Mistle-Tones   | Nick         | junto a Megan Kathleen Duffy, Andy Gala, Tia Mowry-Hardrict y Tori Spelling |
| 2012 | Savages            | -            | junto a Blake Lively, Taylor Kitsch, Trevor Donovan y John Travolta         |
| 2012 | Blue-Eyed Butcher  | Billy        | junto a Erin Cahill, Sara Paxton, Justin Bruening y Angela Arimento         |
| 2011 | William & Kate     | Ian Musgrave | junto a Nico Evers-Swindell y Camilla Luddington                            |
| 2010 | Dead Set           | -            | junto a Mollie King                                                         |
| 2009 | The Director's Cut | Mike         | -                                                                           |
| 2006 | Fatal Flame        | Terrano      | -                                                                           |
| 2006 | Bush Tucker        | Donal        | -                                                                           |
| 2006 | Elephant Tales     | Zef          | voz                                                                         |

### Teatro
| Año  | Obra           | Personaje     | Director | Teatro | Notas |
| ---- | -------------- | ------------- | -------- | ------ | ----- |
| -    | A Conversation | Mick Williams | -        | -      | -     |
| -    | Trojan Women   | Greek Soldier | -        | -      | -     |
| -    | Smacbeth       | Macbeth       | -        | -      | -     |
| 2005 | The Ides       | Fraser        | -        | -      | -     |

## Premios y nominaciones
| Año  | Categoría  | Premio                     | Película    | Resultado |
| ---- | ---------- | -------------------------- | ----------- | --------- |
| 2007 | Best Actor | Adelaide Short Film Awards | Bush Tucker | Nominado  |